# Hanapepe
Hanapepe est une communauté non incorporée, identifiée en tant que census-designated place (CDP), située au sud de l'île de Kauai dans l'état d'Hawaii.
Sa population était de 2 678 habitants en 2020.

## Histoire
Hanapepe fait partie des lieux explorés par l'expédition de Charles Wilkes en 1840.

## Particularité
Une des plages de Hanapepe 21° 53′ 53″ N, 159° 35′ 03″ O, à l'origine en basalte, présente la particularité d'être recouverte de morceaux de verre polis,,. Il existe des plages similaires  à Fort Bragg en Californie et dans la Baie de Guantánamo à Cuba. 

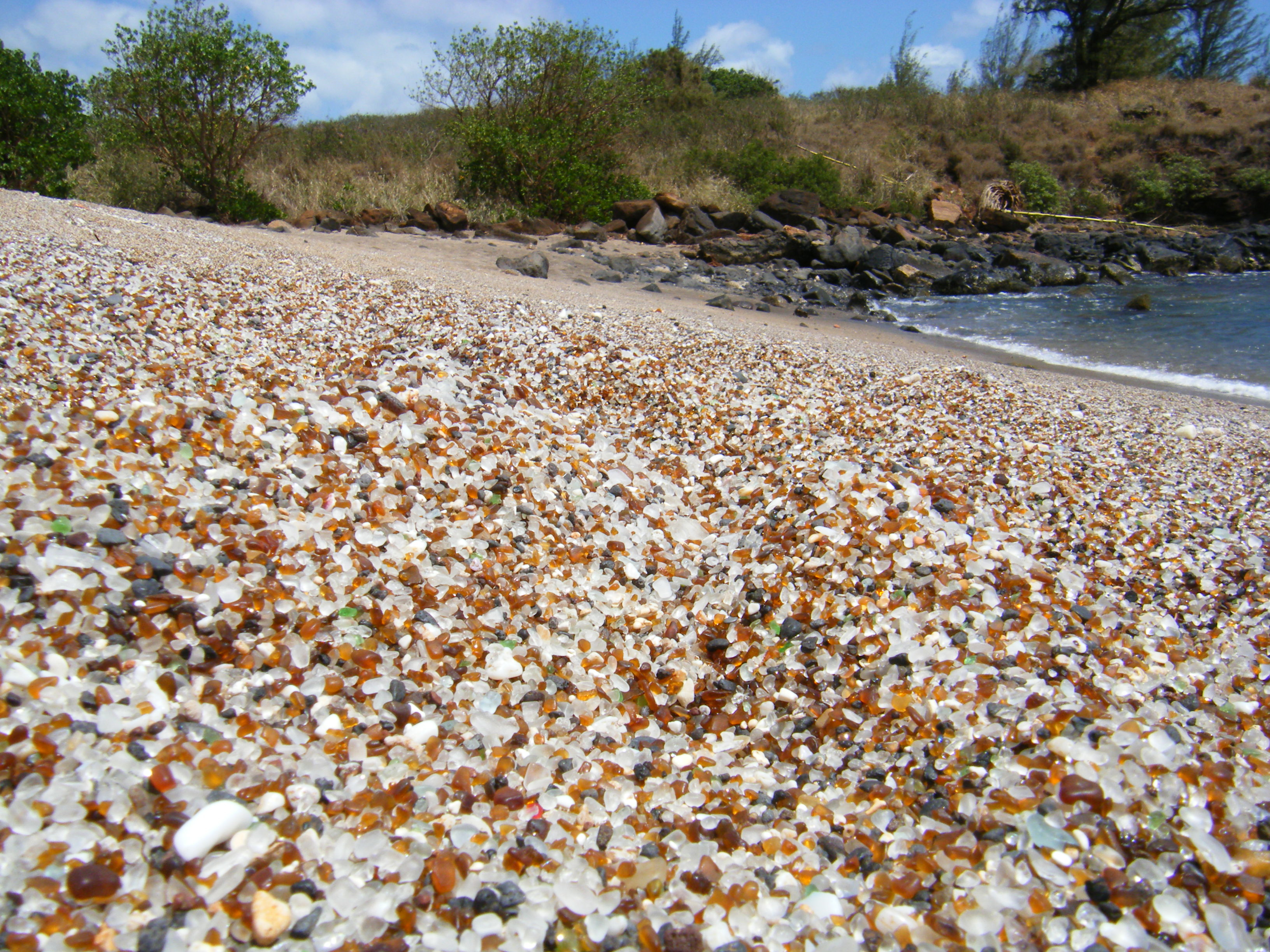
GlassBeach.